# Союз ТМ-27
«Союз ТМ-27» — российский транспортный пилотируемый космический аппарат из серии «Союз ТМ», на котором в 1998 году осуществлялось экспедиционное посещение орбитальной станции «Мир».

## Экипаж

### Основной
- (Роскосмос) Талгат Мусабаев (2)[1] — командир.
- (Роскосмос) Николай Бударин (2) — бортинженер.
- (CNES) Леопольд Эйартц (1) — космонавт-исследователь.

### Дублирующий экипаж
- (Роскосмос) Виктор Афанасьев (2) — командир.
- (Роскосмос) Трещёв Сергей (0) — бортинженер.
- (CNES) Жан-Пьер Эньере (1) — космонавт-исследователь.

### Экипаж возвращения
- (Роскосмос) Талгат Мусабаев.
- (Роскосмос) Николай Бударин.
- (Роскосмос) Юрий Батурин (1).

## Перестыковки с «Миром»
Перестыковка была осуществлена 20 февраля 1998 года с 08:48:20 UTC по 09:32:21 UTC со стыковочного узла на модуле «Квант» на переходной отсек Базового блока.

## Выходы в космос
Работы в открытом космосе проводили Т. Мусабаев и Н. Бударин. Выходили из специального шлюзового отсека (ШСО) модуля «Квант-2».
- 3 марта — космонавты не смогли открыть крышку выходного люка, задание не выполнено;
- 1 апреля — работы в открытом космосе продолжались 6 часов 26 минуты;
- 6 апреля — 4 часа 23 минуты;
- 11 апреля — 6 часов 25 минуты;
- 17 апреля — 6 часов 33 минуты;
- 22 апреля — 6 часов 21 минуты.

## Примечательные факты
- Перерыв между расстыковкой шаттла «Индевор» и стыковкой «Союза ТМ-27» оказался самым коротким в истории российских пилотируемых станций: всего 2 суток 00 часов 58 минут. До этого самый короткий интервал между убытием одного и прибытием на станцию другого экипажа был в 1980 году, между «Союзом-35» и «Союзом Т-2» (3 суток 04 часа 08 минут).
- «Союз ТМ-27» установил рекорд длительности полёта для кораблей «Союз» всех типов — 207 суток (правда, рекорд этот был вынужденным, из-за задержки старта следующего корабля)[3].